# استن تورنه
استن تورنه (انگلیسی: Stan Tourné؛ زادهٔ ۳۰ دسامبر ۱۹۵۵) ورزشکار دوچرخه‌سواری پیست اهل بلژیک است.
وی در مسابقات کشوری و بین‌المللی در مجموع برندهٔ ۲ مدال طلا، ۱ مدال نقره، ۱ مدال برنز شده‌است.